# Adolf Noreen
Adolf Gotthard Noreen, född 13 mars 1854 i Östra Ämterviks socken, Värmland, död 13 juni 1925 i Uppsala, var en svensk språkforskare.
Han var professor i nordiska språk vid Uppsala universitet 1887–1919, och blev ledamot av Vitterhetsakademien 1902, av Vetenskapsakademien 1917, samt av Svenska Akademien 1919.

## Biografi
Noreen studerade i Uppsala där han avlade studentexamen 1871. Sin författarbana inledde han 1876, 22 år gammal. 1877 blev han docent i nordiska språk, och erhöll samma år den filosofiska fakultetens större pris för sin doktorsavhandling Fryksdalsmålets ljudlära. Avhandlingen behandlade den värmländska dialekten i hans hembygd Fryksdalen, och han blev sedermera en inflytelserik dialektforskare med studier av flera svenska dialekter. Större delen av hans forskning behandlade dock nusvenskan, och Noreen var bland annat en av pådrivarna till 1906 års stavningsreform. 
Tillsammans med J.A. Lundell grundade han Uppsala enskilda läroverk ("Skrapan").
Han var far till Erik Noreen och Ärland Noreen och är begravd på Uppsala gamla kyrkogård.

## Adolf Noreen-sällskapet
Adolf Noreen-sällskapet grundades vid Uppsala universitet 1985 och utger tidskriften Språk och stil.